# Branislav Ivanović
Branislav Ivanović (Kirin Serbia: Бранислав Ивановић, phát âm [brǎnislaʋ iʋânoʋitɕ]; sinh ngày 22 tháng 2 năm 1984) là một cựu cầu thủ bóng đá chuyên nghiệp người Serbia. Là một hậu vệ đa năng, Ivanović chơi ở vị trí thi đấu của anh là hậu vệ phải, mặc dù anh ấy cũng có thể chơi ở vị trí trung vệ
Anh bắt đầu sự nghiệp tại các câu lạc bộ Serbia FK Srem và OFK Beograd, trước khi chuyển đến Nga thi đấu cho Lokomotiv Moskva. Sau hai năm tại Nga, anh chuyển đến Chelsea. Ở vị trí hậu vệ phải, trong mùa bóng 2009–10, anh là một nhân tố quan trọng giúp cho đội vô địch Cúp FA. Năm 2012, Ivanović cùng Chelsea vô địch UEFA Champions League 2011–12 tuy anh bị treo giò trong trận chung kết. Một năm sau đó, anh ghi bàn thắng muộn ở phút bù giờ hiệp hai giúp Chelsea thắng Benfica 2-1, giành chức vô địch UEFA Europa League đầu tiên trong lịch sử đội bóng.
Ivanović thi đấu trận đầu tiên cho Đội tuyển Serbia vào năm 2005 và là thành viên đội tuyển nước này tham dự FIFA World Cup 2010 tại Nam Phi và FIFA World Cup 2018 tại Nga. Anh hiện là cầu thủ khoác áo đội tuyển quốc gia nhiều nhất với 105 trận.

## Tuổi thơ
Branislav Ivanovic sinh ngày 22 tháng 2 năm 1984 tại Sremska Mitrovica thuộc Nam Tư cũ. Branislav sinh ra trong một gia đình có truyền thống về thể thao. Ngay từ khi còn nhỏ, anh đã tham gia vào hệ thống đào tạo trẻ của đội bóng quê hương FK Srem, câu lạc bộ nơi cha anh đã từng thi đấu chuyên nghiệp ở vai trò một tiền vệ.

## Sự nghiệp câu lạc bộ

### FK Srem và OFK Beograd
Branislav bắt đầu sự nghiệp thi đấu tại quê hương Serbia trong màu áo câu lạc bộ FK Srem. Sau một mùa bóng thi đấu tại đây, tháng 12 năm 2003, trong kì chuyển nhượng mùa đông của mùa bóng 2003-04, anh chuyển sang chơi cho đội bóng của thủ đô Belgrade, câu lạc bộ OFK Beograd.
Tại OFK Beogrrad, Ivanovic đã tham gia 3 mùa giải Serbian Superliga, thi đấu 55 trận và ghi được 5 bàn.

### Lokomotiv Moscow

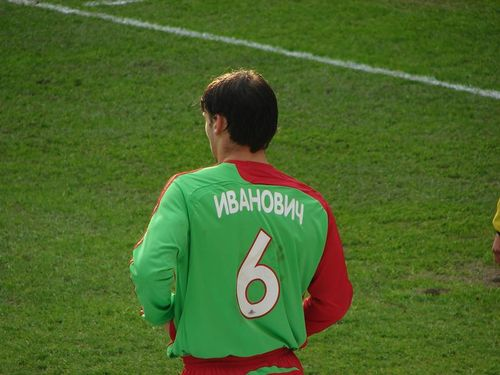
Ivanović chơi cho FC Lokomotiv Moskva năm 2007

Sau ba năm thi đấu tại Serbian Superliga, Ivanović đã gia nhập FC Lokomotiv Moskva vào tháng 1 năm 2006. Huấn luyện viên trưởng lúc ấy của Lokomotiv là Slavoljub Muslin đã nhanh chóng tín nhiệm cầu thủ 22 tuổi người Serbia. Anh xuất hiện trong 28 trận ở giải ngoại hạng Nga, ghi hai bàn thắng và chỉ bị thay ra ở đúng hai trận trong mùa giải. Trong thời gian thi đấu tại Nga, Ivanović cũng thường xuyên được triệu tập vào đội tuyển Serbia.
Ở màu giải tiếp theo, Ivanović lại tiếp tục có 26 trận ra tại giải ngoại hạng Nga và có thêm 3 bàn thắng. Trong khoảng thời gian tại Lokomotiv Moscow, danh hiệu duy nhất anh giành được là Cúp quốc gia Nga trong năm 2007.

### Chelsea

#### 2007-08
Ngày 15 tháng 1 năm 2008, Chelsea đã tuyên bố họ và Lokomotiv đã đồng ý mức phí chuyển nhượng 9 triệu bảng Anh cho Ivanović. Sau khi thỏa thuận xong các điều khoản cá nhân và vượt qua cuộc kiểm tra y tế, anh đã chính thức trở thành cầu thủ của Chelsea. Để có được Ivanović, Chelsea đã phải vượt qua sự cạnh tranh từ các câu lạc bộ khác như AC Milan, AFC Ajax, Juventus và Internazionale.
Lokomotiv Moscow đã thông báo mức phí chuyển nhượng của Ivanović là 13 triệu Euro (9,7 triệu bảng Anh). Đây là thương vụ chuyển nhượng lớn nhất từ trước đến nay của bóng đá Nga. Ivanović đã ký hợp đồng 3,5 năm và nhận áo thi đấu số 2.
Mặc dù phải bỏ ra một số tiền lớn để có Ivanović, anh đã không đã không một lần được ra sân ở mùa bóng 2007-08 dưới thời huấn luyện viên Avram Grant. Lý dó mà Chelsea đưa ra là anh không đủ điều kiện thể lực vì giải ngoại hạng Nga đã kết thúc vài tháng trước khi anh đến Chelsea. Tuy nhiên, Ivanovic cũng đã thi đấu 2 trận với đội hình Chelsea B trong mùa giải này.

#### 2008-09

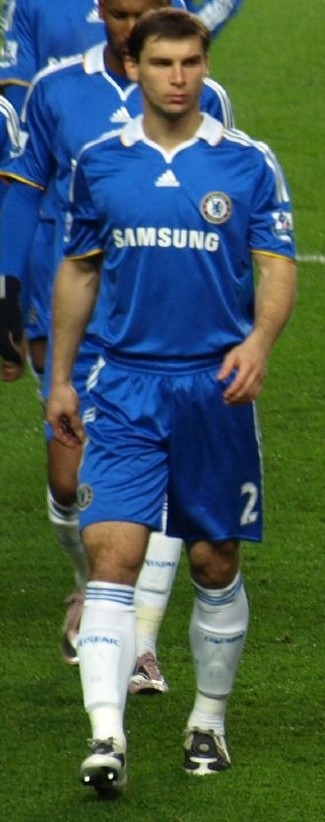
Ivanović chơi cho Chelsea trong trận đấu với Arsenal năm 2008

Do không được ra sân thi đấu chính thức trong suốt màu giải 2007-08, Ivanović đã lên tiếng chỉ trích ban lãnh đạo Chelsea, đồng thời khẳng định mình còn tài năng hơn cả hai người đồng đội là Ricardo Carvalho và Alex: "Tôi còn chơi tốt hơn Alex và Carvalho nhiều. Tôi đang rất nóng lòng được thi đấu. Đáng buồn thay, mặc dù phải bỏ ra 9 triệu bảng để có tôi nhưng Chelsea vẫn chưa tạo cơ hội cho tôi thi đấu trận đầu tiên. Nếu tình hình vẫn cứ như vậy, tôi hy vọng The Blues sẽ để tôi sang Juventus theo hợp đồng cho mượn", Ivanović nói. Trong suốt thời gian của kì chuyển nhượng mùa hè năm 2008, nhiều câu lạc bộ đã ngỏ ý với Chelsea muốn có sự phục vụ của anh như AC Milan và Juventus. Tuy nhiên, cuối cùng Ivanović đã quyết định tiếp tục gắn bó với Chelsea sau khi tân huấn luyện viên Luiz Felipe Scolari khẳng định anh nằm trong kế hoạch của ông cho mùa bóng mới.
Đến ngày 24 tháng 9 năm 2008, tức là phải hơn 8 tháng sau khi ký hợp đồng với Chelsea, Ivanović mới có trận ra mắt đội bóng mới khi tiếp Portsmouth tại trận đấu vòng ba Carling Cup. Hai tuần sau, anh có màn ra mắt tại Premier League trong trận Chelsea thắng Aston Villa 2-0 tại sân Stamford Bridge. Dưới thời Big Phil, Ivanović đã chơi 9 trận cho Chelsea.
Vào kì chuyển nhượng tháng 1 năm 2009, Ivanović tiếp tục trở thành mục tiêu cho một đội bóng khác ở Serie A là Fiorentina. Đại diện của Ivanović là Vlado Borozan khẳng định đã có cuộc gặp với Giám đốc thể thao Fiorentina Pantaleo Corvino để bàn về tương lai của anh. Nhưng đến ngày 1 tháng 2, chủ tịch Ernesto Broseti của Fiorentina đã thông báo Chelsea không có ý định bán Ivanović và anh này sẽ tiếp tục ở lại London. Trận đấu đầu tiên của Ivanović dưới sự dẫn dắt của huấn luyện viên Guus Hiddink là trận đấu với Newcastle United vào ngày 4 tháng 4. Anh được xếp đá chính ngay từ đầu bên cạnh đội trưởng John Terry. Đó là lần xuất hiện đầu tiên của anh tại giải ngoại hạng sau hơn ba tháng và nó diễn ra vài ngày sau khi anh có bàn thắng cho đội tuyển Serbia tại vòng loại World Cup 2010 gặp Romania.
Bàn thắng đầu tiên của Ivanović cho Chelsea đến vào ngày 9 tháng 4 trong trận tứ kết lượt đi UEFA Champions League với Liverpool ngay trên sân Anfield. Liverpool đã vượt lên dẫn trước ngay ở phút thứ sáu của trận đấu với bàn thắng của tiền đạo Fernando Torres. Tuy nhiên sau đó, ở phút thứ 39 và 46, Ivanović đã hai lần đánh đầu hạ gục thủ môn Pepe Reina để giúp Chelsea gỡ hòa rồi vươn lên dẫn 2-1. Đến phút 67, Didier Drogba đã hoàn tất chiến thắng 3-1 cho Chelsea bằng cú đệm bóng cận thành. Sau trận đấu Ivanović được chấm 9 điểm và được nhận danh hiệu "Cầu thủ xuất sắc nhất trận đấu" của UEFA, Goal.com và BBC. Một số tờ báo cũng ca ngợi màn trình diễn của anh như Tờ Times Online: "Ivanovic - người hùng mới của Chelsea vươn lên từ bóng tối", Hãng Reuters giật tít: "Ivanovic làm bất tỉnh Liverpool", tờ Telegraph.co.uk: "Cái đầu của Ivanovic đưa Chelsea vào bán kết". Trận thắng này đã giúp Chelsea đặt một chân vào bán kết. Một tuần sau, trận hòa 4-4 tại sân nhà Stamford Bridge đã đưa Chelsea vào bán kết Champion League gặp Barcelona.
Cuối mùa bóng 2008-09, Ivanović đã có được danh hiệu đầu tiên cùng Chelsea. Đó là danh hiệu vô địch FA Cup sau chiến thắng 2-1 trước Everton trong trận chung kết.

#### 2009-10

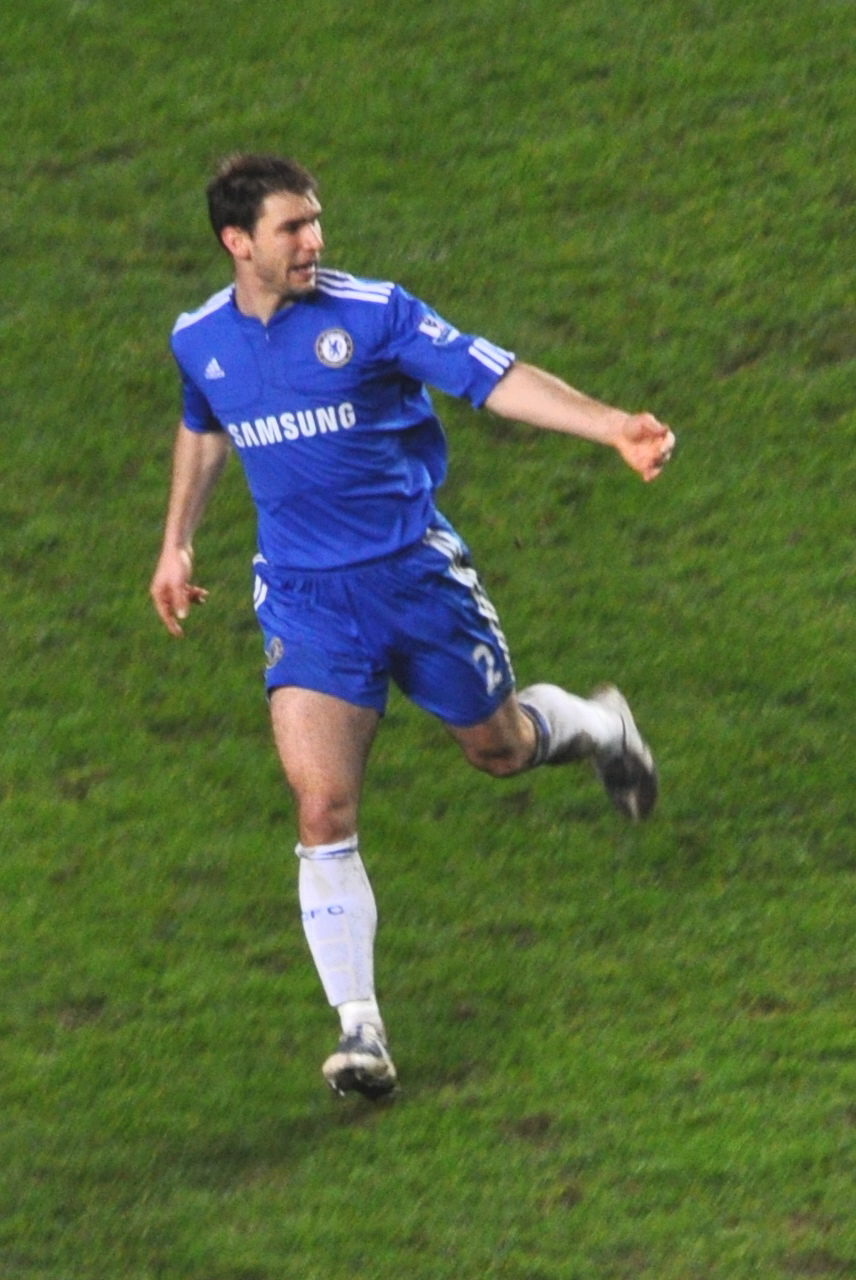
Ivanović chơi cho Chelsea trong năm 2010

Ivanović có trận đấu đầu tiên trong mùa giải 2009-10 trong trận tranh Community Shield Cup với Manchester United. Anh vào sân thay thế Jose Bosingwa ở hiệp 2 và Chelsea sau đó đã thắng 4-1 trong loạt sút luân lưu để đoạt cúp. Trận đầu tiên tại Premier League 2009-10 của anh là trận đấu với Sunderland vào giữa tháng tám, trận đấu mà Chelsea đã thắng 3-1 với các bàn thắng của Ballack, Lampard và Deco. Ngày 16 tháng 9, Ivanović có trận đầu tiên tại UEFA Champions League 2009-10, thay thế Bosingwa bị nhận án phạt cấm thi đấu của UEFA do phản ứng với trọng tài tại trận bán kết lượt về Champions League mùa giải trước với Barcelona. Chelsea sau cùng đã thắng Porto 1-0.
Tháng 12 năm 2010, câu lạc bộ Real Madrid đã bày tỏ ý định muốn mang Ivanovic về sân Santiago Bernabéu để thay thế Pepe bị chấn thương nặng phải nghỉ thi đấu đến hết mùa. Ivanovic đã phát biểu: "Tôi cảm thấy rất vui khi Real Madrid quan tâm tới mình. Mọi cầu thủ đều coi khoác áo Real Madrid là một giấc mơ. Tuy nhiên lúc này tôi không hề muốn nghĩ tới việc chuyển câu lạc bộ." Tuy nhiên sau đó ban lãnh đạo Chelsea đã lên kế hoạch gia hạn hợp đồng với anh nên từ chối lời đề nghị của Real.
Ivanovic có trận đấu thứ 50 cho Chelsea trong trận thua 4-2 trước Manchester City ngày 27 tháng 2 năm 2010. Ngày 22 tháng 3, trong trận đấu với Blackburn Rovers, anh buộc phải rời sân vì chấn thương ở phút 45 của trận đấu và được thay bằng cầu thủ người Nga Yury Zhirkov. Theo thông tin từ câu lạc bộ, anh sẽ phải nghỉ thi đấu một tháng vì chấn thương này.
Ngày 26 tháng 4, Hiệp hội cầu thủ chuyên nghiệp Anh (PFA) đã công bố Đội hình tiêu biểu của Premier League mùa giải 2009-10 trong đó có tên Branislav Ivanović ở vị trí hậu vệ cánh phải. Cùng góp mặt với Ivanović trong đội hình này còn có người đồng đội của anh tại Chelsea là Didier Drogba.

#### 2010-11
Ivanović có bàn thắng đầu tiên trong mùa giải 2010-11 khi ghi bàn ấn định chiến thắng 2-1 trước Blackburn Rovers tại Premier League 2010-11 ngày 30 tháng 10 năm 2010. 4 ngày sau, anh lập cú đúp trong chiến thắng 4-1 trước Spartak Moscow tại UEFA Champions League. Ngày 27 tháng 12, anh ghi bàn trong trận thua 3-1 trước Arsenal tại Premier League sau pha đá phạt của Drogba.
Ivanović trở thành cầu thủ xuất sắc nhất trong chiến thắng 2-0 của Chelsea trước Blackburn ngày 15 tháng 1 với bàn thắng mở tỉ số và tạo điều kiện cho Nicolas Anelka ấn định tỉ số.

#### 2011-12
Ngày 19 tháng 10 năm 2011, Ivanović đánh đầu ghi bàn ở phút 42 trong chiến thắng 5-0 tại Champions League trước đội bóng Bỉ KRC Genk. Ngày 5 tháng 11, anh có đường chuyền chính xác cho Frank Lampard đánh đầu ghi bàn thắng duy nhất trong trận đấu với Blackburn Rovers.
Ngày 14 tháng 3 năm 2012, trong trận đấu lượt về vòng 1/16 UEFA Champions League với Napoli, Ivanović đã có pha ghi bàn vô cùng quan trọng ở hiệp phụ ấn định tỉ số 4-1 cho Chelsea và tổng cộng Chelsea giành chiến thắng 5-4 sau hai lượt trận. Ngày 31 tháng 3, anh lập một cú đúp trong chiến thắng 4-2 trước Aston Villa.
Ngày 7 tháng 4, Ivanović lại có một bàn thắng gây tranh cãi khác trong chiến thắng 2-1 của Chelsea trước Wigan. Tuy nhiên trong trận này anh đã có hành vi đấm vào mặt của Shaun Maloney bên phía Wigan nên phải nhận án treo giò ba trận từ Liên đoàn bóng đá Anh.

#### 2012–13
Ngày 12 tháng 8 năm 2012, Ivanović ra sân trong trận tranh Community Shield 2012 với Manchester City nhưng anh bị thẻ đỏ trực tiếp sau pha vào bóng nhắm vào người đồng hương Aleksandar Kolarov khiến Chelsea chỉ còn thi đấu với 10 người và thua 2-3. Tuy nhiên 1 tuần sau đó, anh ghi bàn thắng đầu tiên của Chelsea tại Premier League 2012-13 với bàn mở tỉ số từ sớm trong chiến thắng 2-0 trước Wigan. Vòng đấu tiếp theo, anh lại tiếp tục ghi bàn với cú đệm bóng ấn định chiến thắng 4-2 trước Reading sau đường chuyền như đặt của Eden Hazard. Ngày 6 tháng 10, Ivanović là người ấn định chiến thắng 4-1 của Chelsea trước Norwich City. Tuy nhiên, trong trận thua 3-2 của Chelsea trước Manchester United tại vòng 9 Ngoại hạng Anh, anh đã bị truất quyền thi đấu khi tỉ số đang là 2-2 sau pha phạm lỗi với Ashley Young.
Ngày 5 tháng 1 năm 2013, anh ghi bàn trong trận đấu với Southampton tại vòng 3 Cúp FA giúp Chelsea đại thắng 5-1. Bàn thắng này cũng giúp anh trở thành người Serbia đầu tiên ghi bàn tại Cúp FA. Ngày 7 tháng 4, cú sút xa của David Luiz đập trúng chân của Ivanović làm bóng đi đổi hướng và khiến thủ thành Simon Mignolet của Sunderland bó tay, đem về chiến thắng 2-1 cho Chelsea.
Trong trận đấu với Liverpool tại Premier League ngày 21 tháng 4, Ivanović đã bất ngờ bị tiền đạo Luiz Suárez cắn vào bắp tay phải khi anh đang kèm Suarez. Ivanović đã rất tức giận trước hành vi lạ lùng này và đã phàn nàn với trọng tài Kevin Friend. Tuy nhiên, vị trọng tài chính đã không quan sát thấy tình huống này và không có án phạt nào. Trước hành động này của Suárez, sau đó Liên đoàn bóng đá Anh đã ra quyết định cấm thi đấu 10 trận đối với tiền đạo người Uruguay. Ivanović ban đầu từ chối lời xin lỗi từ Suárez nhưng sau đó đã chấp nhận.
Trong trận chung kết Europa League 2013 ngày 15 tháng 5,anh ghi bàn thắng muộn ở phút bù giờ hiệp hai với cú đánh đầu tuyệt đẹp giúp Chelsea thắng S.L. Benfica 2-1. và đi vào lịch sử với tư cách là đội bóng đầu tiên vô địch hai cúp châu Âu hai mùa liên tiếp. Đây cũng là bàn thắng đầu tiên của anh tại Europa League.

#### Mùa giải 2013-14
Anh khởi đầu mùa giải 2013-14 một cách tuyệt vời với bàn thắng quan trọng vào lưới Aston Villa giúp Chelsea thắng suýt sao 2-1 tại trận đấu sớm vòng 3 Premier League. Ngày 3 tháng 2 năm 2014, trong trận đấu vòng 24 Premier League, Ivanović ghi bàn thắng duy nhất của trận đấu bằng một cú sút chân trái từ ngoài vòng cấm. Đến vòng đấu thứ 26, anh tiếp tục là người ghi bàn mở tỉ số cho Chelsea nhưng lần này đội bóng của anh lại bị West Brom cầm hòa 1-1. Với pha lập công này, anh trở thành chủ nhân bàn thắng thứ 400 của đội chủ sân Stamford Bridge dưới thời huấn luyện viên José Mourinho, tính cả nhiệm kỳ đầu tiên 2004-2007 của ông.

#### Mùa giải 2014-15
Ivanović có trận đấu đầu tiên cùng Chelsea trong mùa giải 2014-15 vào ngày 18 tháng 8 năm 2014 trong trận đấu với Burnley, và chính anh là người đã ấn định chiến thắng 3-1 cho Chelsea. Đến trận đấu ở vòng hai với Leicester City, anh được chọn vào Đội hình tiêu biểu của vòng đấu với khả năng phòng thủ tốt và có đường kiến tạo cho tiền đạo Diego Costa ghi bàn mở tỷ số. Ngày 30 tháng 8, anh ghi bàn nâng tỉ số lên 2-0 trong chiến thắng 6-3 trước Everton.
Ngày 27 tháng 1 năm 2015, anh có pha đánh đầu thành bàn từ quả đá phạt của Willian giúp Chelsea đánh bại Liverpool với tổng tỉ số 2-1 sau hai lượt đi để giành quyền vào trận chung kết Cúp Liên đoàn. Anh có lần thứ 300 khoác áo The Blues trong trận hòa 1-1 với Manchester City ngày 31 tháng 1. Ngày 7 tháng 2 năm 2015, anh ghi bàn thắng quyết định trong trận thắng 2-1 trước Aston Villa, giúp Chelsea giữ vững ngôi đầu và nâng cách biệt với đội nhì bảng là Manchester City lên 7 điểm. Trong vòng một tuần, anh liên tiếp ghi bàn trên cả hai đấu trường UEFA Champions League và Premier League trong các trận hòa đều với tỉ số 1-1 trước Paris Saint-Germain và Burnley, giúp anh có được bốn bàn thắng chỉ trong sáu trận đấu trên mọi giải đấu cho Chelsea.
Ngày 1 tháng 3, Ivanović thi đấu trọn vẹn 90 phút trong trận chung kết Cúp Liên đoàn 2015 thắng Tottenham Hotspur 2-0. Cuối mùa giải 2014-15, anh được PFA bầu vào đội hình tiêu biểu của Giải Ngoại hạng Anh trong mùa giải này, cùng với năm đồng đội khác tại Chelsea và cùng Chelsea giành được danh hiệu vô địch Premier League lần đầu tiên kể từ mùa giải 2009-10.

## Sự nghiệp đội tuyển quốc gia

### U-21
Ivanović đã tham dự giải Giải vô địch bóng đá U-21 châu Âu 2006 tại Bồ Đào Nha, nơi anh là đội trưởng đội tuyển U-21 Serbia và Montenegro. Anh thi đấu bốn trận, ghi được một bàn thắng. Một năm sau đó, tại Giải vô địch bóng đá U-21 châu Âu 2007 ở Hà Lan, Ivanović giành danh hiệu Cầu thủ xuất sắc nhất giải vì đã góp công lớn giúp đội bóng của mình đoạt ngôi á quân.

### Đội tuyển quốc gia

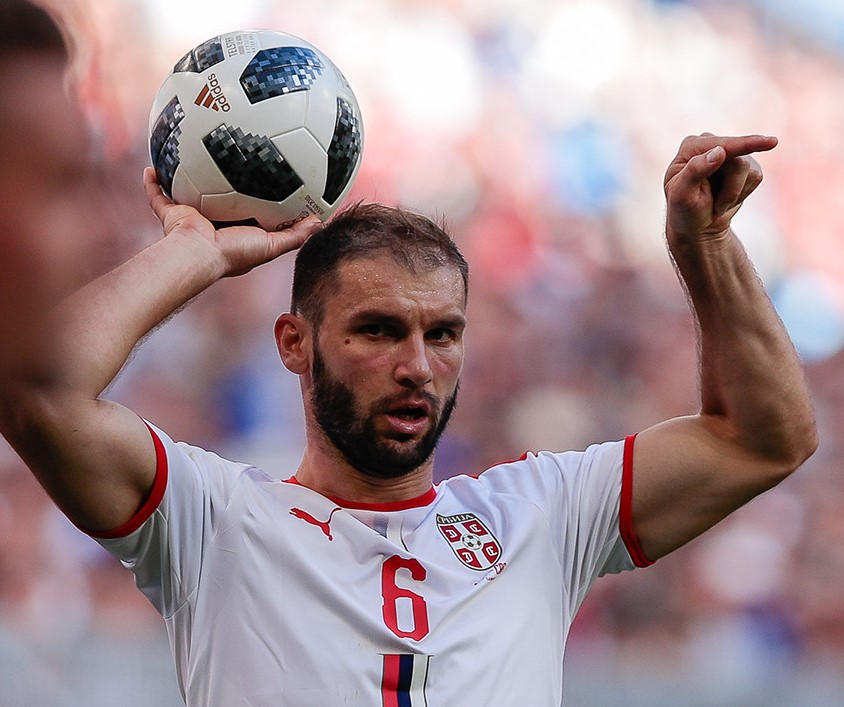
Ivanović trong màu áo đội tuyển quốc gia tại FIFA World Cup 2018.

Ivanović thi đấu trận đầu tiên cho đội tuyển quốc gia vào ngày 8 tháng 6 năm 2005 tại Toronto, Canada trong cuộc đối đầu giữa Serbia và Montenegro và Ý. Trận đấu kết thúc với tỉ số 1-1 và anh vào sân thay Marko Baša ở phút 77.
Tháng 6 năm 2006, Ivanović chọn khoác áo đội tuyển Serbia sau khi quốc gia này tách khỏi Serbia và Montenegro. Ngày 12 tháng 9 năm 2007, anh đã ghi được bàn thắng đầu tiên cho đôi tuyển quốc gia ở trận đấu với Bồ Đào Nha tại Lisbon trong khuôn khổ vòng loại Euro 2008. Bàn thắn được ghi ở phút 88 từ quả đá phạt của Dejan Stanković giúp Serbia cân bằng tỉ số 1-1.
Mặc dù không được ra sân thi đấu thường xuyên tại câu lạc bộ, Ivanović vẫn luôn có một vị trì thi đấu chính thức trong đội tuyển quốc gia dưới thời huấn luyện viên Radomir Antić. Anh đá cặp trung vệ cùng với cầu thủ của Manchester United, Nemanja Vidić. Tính đến ngày 29 tháng 3 năm 2009, Ivanović là một trong những cầu thủ ghi bàn hàng đầu tại bảng 7 vòng loại World Cup 2010 khu vực châu Âu với 3 bàn thắng vào lưới các đội tuyển Pháp, Litva và Romania.
Ngày 22 tháng 5 năm 2010, Ivanović đã được huấn luyện viên Radomir Antić chọn vào danh sách 23 cầu thủ Serbia tham dự World Cup 2010 tại Nam Phi. Tại giải đấu này, anh đã ra sân đầy đủ trong cả ba trận vòng bảng của Sebia với Ghana, Đức và Úc. Serbia đã bị loại sau khi để thua Úc 2-1 ở lượt trận cuối cùng vòng bảng.
Ngày 28 tháng 12 năm 2013, Ivanović đoạt danh hiệu Cầu thủ Serbia xuất sắc nhất năm. Anh là cầu thủ thứ ba trong lịch sử Serbia được nhận danh hiệu này hai lần (cùng với Nemanja Vidić và Dejan Stanković) nhưng là cầu thủ đầu tiên nhận giải hai năm liên tiếp.
Anh tiếp tục được triệu tập tham dự World Cup 2018 tại Nga, giải đấu mà anh đã góp mặt ở cả ba trận vòng bảng trước các đối thủ Brasil, Thụy Sĩ và Costa Rica. Đội tuyển Serbia sau đó rời giải với vị trí thứ 3 vòng đấu bảng. Sau giải đấu đó, Branislav Ivanović tuyên bố chia tay đội tuyển quốc gia sau 13 năm gắn bó, tổng cộng anh đã thi đấu 105 trận và ghi được 13 bàn thắng, trở thành cầu thủ khoác áo đội tuyển quốc gia nhiều nhất từ trước đến nay.

## Cuộc sống cá nhân
Về phía họ hàng bên ngoại, Ivanović có quan hệ với cựu cầu thủ Đorđe Milovanović, thường gọi là Đoka Bomba, từng thi đấu cho Sao Đỏ Belgrade, cũng như con trai của ông là Dejan Milovanović, cũng là một cầu thủ bóng đá chuyên nghiệp đang thi đấu cho RC Lens tại Pháp.

## Thống kê sự nghiệp

### Câu lạc bộ
Tính đến ngày 29 tháng 4 năm 2018
|  | Câu lạc bộ             | Mùa giải            | Giải đấu | Giải đấu | Cúp quốc gia | Cúp quốc gia | Cúp liên đoàn | Cúp liên đoàn | Châu Âu | Châu Âu | Khác | Khác | Tổng cộng | Tổng cộng |
|  | Câu lạc bộ             | Mùa giải            | Trận     | Bàn      | Trận         | Bàn          | Trận          | Bàn           | Trận    | Bàn     | Trận | Bàn  | Trận      | Bàn       |
|  | ---------------------- | ------------------- | -------- | -------- | ------------ | ------------ | ------------- | ------------- | ------- | ------- | ---- | ---- | --------- | --------- |
|  | Srem                   | 2002–03             | 3        | 0        |              |              | —             | —             | —       | —       | —    | —    | 3         | 0         |
|  | Srem                   | 2003–04             | 16       | 2        |              |              | —             | —             | —       | —       | —    | —    | 16        | 2         |
|  | Srem                   | Tổng cộng           | 19       | 2        |              |              | —             | —             | —       | —       | —    | —    | 19        | 2         |
|  | OFK Beograd            | 2003–04             | 13       | 0        |              |              | —             | —             | 0       | 0       | —    | —    | 13        | 0         |
|  | OFK Beograd            | 2004–05             | 27       | 2        |              |              | —             | —             | 0       | 0       | —    | —    | 27        | 2         |
|  | OFK Beograd            | 2005–06             | 15       | 3        |              |              | —             | —             | 2       | 1       | —    | —    | 17        | 4         |
|  | OFK Beograd            | Tổng cộng           | 55       | 5        |              |              | —             | —             | 2       | 1       | —    | —    | 57        | 6         |
|  | Lokomotiv Moscow       | 2006                | 28       | 2        | 2            | 0            | —             | —             | 2       | 1       | —    | —    | 32        | 3         |
|  | Lokomotiv Moscow       | 2007                | 26       | 3        | 7            | 0            | —             | —             | 6       | 1       | —    | —    | 39        | 4         |
|  | Lokomotiv Moscow       | Tổng cộng           | 54       | 5        | 9            | 0            | —             | —             | 8       | 2       | 0    | 0    | 71        | 7         |
|  | Chelsea                | 2007–08             | 0        | 0        | 0            | 0            | 0             | 0             | 0       | 0       | 0    | 0    | 0         | 0         |
|  | Chelsea                | 2008–09             | 16       | 0        | 4            | 0            | 2             | 0             | 4       | 2       | —    | —    | 26        | 2         |
|  | Chelsea                | 2009–10             | 28       | 1        | 3            | 0            | 3             | 0             | 6       | 0       | 1    | 0    | 41        | 1         |
|  | Chelsea                | 2010–11             | 34       | 4        | 3            | 0            | 0             | 0             | 10      | 2       | 1    | 0    | 48        | 6         |
|  | Chelsea                | 2011–12             | 29       | 3        | 5            | 0            | 1             | 0             | 10      | 2       | —    | —    | 45        | 5         |
|  | Chelsea                | 2012–13             | 34       | 5        | 6            | 1            | 3             | 1             | 12      | 1       | 4    | 0    | 59        | 8         |
|  | Chelsea                | 2013–14             | 36       | 3        | 2            | 0            | 0             | 0             | 11      | 0       | 1    | 0    | 50        | 3         |
|  | Chelsea                | 2014–15             | 38       | 4        | 0            | 0            | 3             | 1             | 7       | 1       | —    | —    | 48        | 6         |
|  | Chelsea                | 2015–16             | 33       | 2        | 4            | 0            | 1             | 0             | 4       | 0       | 1    | 0    | 43        | 2         |
|  | Chelsea                | 2016–17             | 13       | 0        | 2            | 1            | 1             | 0             | –       | –       | –    | –    | 16        | 1         |
|  | Chelsea                | Tổng cộng           | 261      | 21       | 29           | 2            | 15            | 2             | 64      | 8       | 8    | 0    | 377       | 33        |
|  | Zenit Saint Petersburg | 2016–17             | 10       | 1        | 0            | 0            | 0             | 0             | 1       | 0       | 0    | 0    | 11        | 1         |
|  | Zenit Saint Petersburg | 2017–18             | 27       | 1        | 0            | 0            | —             | —             | 9       | 3       | —    | —    | 35        | 4         |
|  | Zenit Saint Petersburg | Tổng cộng           | 37       | 2        | 0            | 0            | —             | —             | 10      | 3       | —    | —    | 46        | 5         |
|  | Tổng cộng sự nghiệp    | Tổng cộng sự nghiệp | 426      | 36       | 42           | 3            | 15            | 2             | 90      | 14      | 8    | 0    | 580       | 55        |

### Đội tuyển quốc gia
Tính đến ngày 22 tháng 6 năm 2018
| Đội tuyển quốc gia Serbia | Đội tuyển quốc gia Serbia | Đội tuyển quốc gia Serbia |
| Năm                       | Trận                      | Bàn                       |
| ------------------------- | ------------------------- | ------------------------- |
| 2005                      | 1                         | 0                         |
| 2006                      | 2                         | 0                         |
| 2007                      | 6                         | 1                         |
| 2008                      | 8                         | 2                         |
| 2009                      | 11                        | 1                         |
| 2010                      | 10                        | 0                         |
| 2011                      | 9                         | 1                         |
| 2012                      | 10                        | 2                         |
| 2013                      | 10                        | 0                         |
| 2014                      | 9                         | 1                         |
| 2015                      | 7                         | 2                         |
| 2016                      | 9                         | 2                         |
| 2017                      | 8                         | 0                         |
| 2018                      | 5                         | 1                         |
| Tổng cộng                 | 105                       | 13                        |

### Bàn thắng cho đội tuyển quốc gia
| #   | Ngày                 | Địa điểm                                     | Đối thủ    | Bàn thắng | Kết quả | Giải đấu                 |
| --- | -------------------- | -------------------------------------------- | ---------- | --------- | ------- | ------------------------ |
| 1.  | 12 tháng 9 năm 2007  | Estádio José Alvalade, Lisbon, Bồ Đào Nha    | Bồ Đào Nha | 1–1       | 1–1     | Vòng loại Euro 2008      |
| 2.  | 10 tháng 9 năm 2008  | Stade de France, Saint-Denis, Pháp           | Pháp       | 2–1       | 2–1     | Vòng loại World Cup 2010 |
| 3.  | 11 tháng 10 năm 2008 | Sân vận động Crvena Zvezda, Beograd, Serbia  | Litva      | 1–0       | 3–0     | Vòng loại World Cup 2010 |
| 4.  | 28 tháng 3 năm 2009  | Stadionul Farul, Constanta, Romania          | România    | 1–3       | 2–3     | Vòng loại World Cup 2010 |
| 5.  | 7 tháng 10 năm 2011  | Sân vận động Crvena Zvezda, Belgrade, Serbia | Ý          | 1–1       | 1–1     | Vòng loại Euro 2012      |
| 6.  | 28 tháng 2 năm 2012  | Sân vận động Tsirion, Limassol, Síp          | Armenia    | 0–2       | 0–2     | Giao hữu                 |
| 7.  | 11 tháng 9 năm 2012  | Sân vận động Karađorđe, Novi Sad, Serbia     | Wales      | 5–1       | 6–1     | Vòng loại World Cup 2014 |
| 8.  | 31 tháng 5 năm 2014  | Sân vận động Toyota Park, Bridgeview, Hoa Kỳ | Panamá     | 1–0       | 61–1    | Giao hữu                 |
| 9.  | 7 tháng 6 năm 2015   | Sân vận động NV Arena, Sankt Pölten, Áo      | Azerbaijan | 1–0       | 4–1     | Giao hữu                 |
| 10. | 7 tháng 6 năm 2015   | Sân vận động NV Arena, Sankt Pölten, Áo      | Azerbaijan | 3–1       | 4–1     | Giao hữu                 |
| 11. | 31 tháng 5 năm 2016  | Sân vận động Karađorđe, Novi Sad, Serbia     | Israel     | 1–0       | 3–1     | Giao hữu                 |
| 12. | 6 tháng 10 năm 2016  | Sân vận động Zimbru, Chișinău, Moldova       | Moldova    | 2–0       | 3–0     | Vòng loại World Cup 2018 |
| 13. | 9 tháng 6 năm 2018   | Sân vận động Liebenauer, Graz, Áo            | Bolivia    | 4–0       | 5–0     | Giao hữu                 |

## Danh hiệu

### Câu lạc bộ

#### Lokomotiv Moskva
- Russian Cup (1): 2007

#### Chelsea
- Premier League (3): 2009–10, 2014–15, 2016–17
- FA Cup (3): 2008–09, 2009–10, 2011–12
- EFL Cup (1): 2014–15
- FA Community Shield (1): 2009
- UEFA Champions League (1): 2011–12
- UEFA Europa League (1): 2012–13

#### Zenit Sankt Peterburg
- Russian Premier League (2): 2018–19, 2019–20
- Russian Cup (1): 2019–20

### Cá nhân
- Đội hình tiêu biểu trong mùa giải của Premier League (2): 2009-10, 2014-15
- Cầu thủ Serbia xuất sắc nhất năm (2): 2012, 2013
- Cầu thủ xuất sắc nhất trận Chung kết UEFA Europa League 2013